# Carolina Marín
Carolina María Marín Martín (Huelva, 15 juni 1993) is een Spaanse badmintonster. Ze werd in 2014, 2015 en 2018 wereldkampioen in het vrouwen enkelspel. Ook werd ze Olympisch kampioene in Rio de Janeiro (2016).

## Carrière
Carolina Marin behaalde in 2009 als eerste Spaanse ooit een zilveren medaille op de Europese kampioenschappen voor junioren. In 2011 won ze goud op deze kampioenschappen en op de wereldkampioenschappen voor junioren veroverde ze de bronzen medaille.
In 2012 wist ze zich te plaatsen voor de Olympische Spelen in Londen. In de poulefase verloor ze van de latere kampioene Li Xuerui.
In 2013 won ze haar eerste grand prix gold toernooi in Londen nadat ze voordien al enkele kleinere toernooien had gewonnen.
In 2014 maakte ze haar favorietenrol waar door in Kazan Europees kampioen te worden. Later dat jaar werd ze verrassend wereldkampioen. Ze versloeg de olympisch kampioen Li Xuerui in de finale.
In 2015 verlengde ze haar wereldtitel door Saina Nehwal te verslaan in de finale. Ze won dat jaar ook voor het eerst een super series toernooi door de All England te winnen.
Op de Olympische Spelen van 2016 startte ze als een van de favorieten. Nadat ze in de halve finale te sterk was voor de uittredende kampioen Li Xuerui versloeg ze in de finale P. V. Sindhu uit India. Hiermee bezorgde ze Spanje voor het eerst een medaille in het badminton.

## Medailles op Olympische Spelen en wereldkampioenschappen
| Logo van de Olympische Spelen | Onderdeel         | Resultaat |
| ----------------------------- | ----------------- | --------- |
| 2016                          | Vrouwen enkelspel | Goud      |
| WK                            | Onderdeel         | Resultaat |
| 2014                          | Vrouwen enkelspel | Goud      |
| 2015                          | Vrouwen enkelspel | Goud      |
| 2018                          | Vrouwen enkelspel | Goud      |

## Onderscheidingen
In 2014 werd ze verkozen tot sportvrouw van het jaar in Spanje.